# Arabská guma

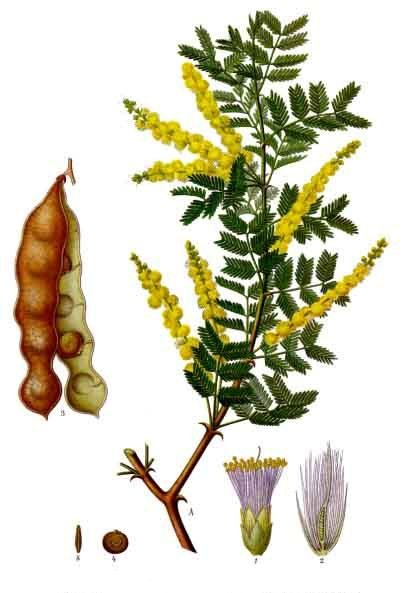
Akácie senegalská, zdroj přírodní arabské gumy

Arabská guma je klovatina získávaná z mízy některých druhů akácií (akácie senegalská – Acacia senegal a akácie arabská – Acacia seyal), které rostou v Severní Africe, jejím hlavním producentem je Súdán. Velkého významu má i v současném potravinářství a lékařství. Jde o dobře stravitelnou směs polysacharidů a glykoproteinů, která se používá v potravinářství jako stabilizátor. V Evropské unii je arabská guma schválena jako potravinářská přídatná látka E 414.
Klovatina se získává sběrem z různých druhů akácie, zejména z akácie senegalské a akácie arabské. V kultuře vykuřovadel slouží zejména jako významné pojidlo tekutých látek, zejména éterických olejů. Drcená se používá jako součást bylinných vykuřovadel, protože snadno přebírá vonné vlastnosti jiných látek. Arabská guma nemá vlastní výraznou vůni.

## Složení
Arabinogalaktan je biopolymer složený z monosacharidů arabinózy a galaktózy. Je hlavní složkou mnoha rostlinných klovatin, včetně arabské gumy. 8-5' necyklická diferulová kyselina byla identifikována jako kovalentně vázaná na sacharidové složky arabinogalaktan-proteinové frakce.

## Využití
Používá se především v potravinářství jako zahušťovadlo, emulgátor a stabilizátor nápojů. Například v Coca-Cole by se bez arabské gumy černé barvivo usazovalo na stěnách lahví.
Dále se využívá v lékařství (jako plnivo a zahušťovadlo v zubním lékařství), při výrobě léčiv (potahování dražé), jako lepidlo na poštovních známkách a papírcích k balení tabáku či marihuany, součást klovatiny nebo fixativu v malířství. Na počátku 20. století se používala v piktorialismu ve fotografických ušlechtilých tiscích. Používá se dodnes v polygrafickém průmyslu k pogumování tiskových desek.
Arabská guma má silný svíravý účinek. Obsahuje taniny, sliz a flavonoidy. Ve starém Egyptě byla arabská guma (známá jako kami) používána pro balzamování mrtvých. Byla také používána k léčbě virových kožních onemocnění. V lékopisech je arabská guma uváděna jako účinná látka.

### Vedlejší účinky v potravinách
Při použití jako přídatná látka v potravinách může způsobovat alergii.

## Produkce
50% světové celosvětové poptávky v množství 50 000 až 60 000 tun dodává Súdán. V minulosti pokrýval Súdán 85–90% poptávky. Dalšími producenty jsou Čad, Senegal a Nigérie. Poté, co v roce 1997 uvalily Spojené státy na Súdán přísné obchodní embargo, krátce na to z něj byla vyňata arabská guma, aby byly zajištěny dodávky pro firmu Coca-Cola.

## Zdravotní výhody
Arabská guma je bohatým zdrojem vlákniny a kromě širšího využití v potravinářském a farmaceutickém průmyslu jako bezpečného zahušťovadla, emulgátoru a stabilizátoru má širokou škálu zdraví prospěšných účinků, které byly prokázány řadou studií in vitro i in vivo. Arabská guma se v žaludku nerozkládá, ale v tlustém střevě se fermentuje na řadu mastných kyselin s krátkým řetězcem. Je považována za prebiotikum, které zvyšuje růst a proliferaci prospěšné střevní mikroflóry, a proto je její příjem spojen s užitečnými zdravotními účinky:[zdroj⁠?!]
- lepší vstřebávání vápníku z trávicícho traktu
- antidiabetické účinky
- proti obezitě (snižuje BMI a procento tělesného tuku)
- potenciál snižovat hladiny lipidů (snižuje celkový cholesterol, LDL a triglyceridy)
- antioxidační účinky
- podpora ledvin a jater
- imunitní funkce prostřednictvím modulace uvolňování některých zánětlivých mediátorů
- prebiotikum zlepšující funkci střevní bariéry, prevence rakoviny tlustého střeva a zmírnění příznaků onemocnění dráždivého tračníku
- U potkanů ochranný účinek na střevo proti nežádoucímu působení NSAID meloxikamu.

## Sklizeň
Arabská guma se sklízí v Arábii, Sudánu a západní Asii již od starověku, akáciová guma ze subsaharské Afriky má dlouhou historii jako ceněný exportní artikl. Vyvážená guma pocházela z pásu akáciových stromů, které kdysi pokrývaly velkou část oblasti Sahelu, jižního okraje Saharské pouště, jež se táhne od Atlantského oceánu po Rudé moře. Dnes se hlavní populace akácií produkujících gumu nachází v Mauritánii, Senegalu, Mali, Burkině Faso, Nigeru, Nigérii, Čadu, Kamerunu, Súdánu, Eritreji, Somálsku, Etiopii, Keni a Tanzanii. [citace potřebná]
Akácie jsou naříznuty, tak, že se z kůry odstraní drobné části, ze kterých pak guma vytéká. Tradičně arabskou gumu sklízeli polokočovní pastevci v rámci svého cyklu transhumance (sezónního přesunu stád). Akáciová guma zůstává jedním z hlavních exportních artiklů několika afrických zemí, včetně Mauritánie, Nigeru, Čadu a Súdánu. Celosvětový export arabské gumy byl v roce 2019 odhadován na 160 000 tun, což znamenalo zotavení po krizích v letech 1987–1989 a 2003–2005 způsobených ničením stromů pouštními kobylkami.[citace potřebná]

## Historie

### Západní Afrika
V roce 1445 zřídil princ Jindřich Mořeplavec obchodní stanici na ostrově Arguin (u pobřeží dnešní Mauritánie), která obstarávala akáciovou gumu a otroky pro Portugalsko. Po spojení portugalské a španělské koruny v roce 1580 se Španělé stali dominantní silou podél pobřeží. V roce 1638 je však nahradili Nizozemci, kteří jako první začali využívat obchod s akáciovou gumou. Tato guma, produkovaná akáciemi z oblastí Trarza a Brakna, byla považována za kvalitnější než ta dříve získávaná v Arábii. Do roku 1678 Francouzi vytlačili Nizozemce a založili trvalé osídlení v Saint-Louis, u ústí řeky Senegal. Akáciová guma se stala klíčovým materiálem v textilním tisku, což mělo zásadní význam pro předindustriální ekonomiky Francie, Velké Británie a dalších evropských zemí. Během 18. století byla konkurence o tento produkt tak tvrdá, že se toto období označuje jako "války o gumu".

#### Obchod s akáciovou gumou v Bakelu na řece Senegal, 1890
Po většinu 18. a 19. století byla akáciová guma hlavním vývozním artiklem z francouzských a britských obchodních kolonií v dnešním Senegalu a Mauritánii. Západní Afrika se v 18. století stala jediným světovým dodavatelem akáciové gumy. Její export z francouzské kolonie Saint-Louis se v 30. letech 19. století zdvojnásobil. Hrozba obcházení Saint-Louis a jeho daní, když by se guma dodávala britským obchodníkům v Portendicku, nakonec přivedla emirát Trarza do přímého konfliktu s Francouzi. V 20. letech 19. století Francouzi zahájili Franco-Trarzanskou válku v roce 1825. Nový emír Muhammad al-Habib uzavřel dohodu s královstvím Waalo, jižně od řeky. Výměnou za ukončení nájezdů na území Waalo si emír vzal dědičku Waalo za manželku. Perspektiva, že Trarza ovládne obě břehy Senegalu, ohrožovala bezpečnost francouzských obchodníků, a Francouzi reagovali vysláním velké expediční síly, která Muhammadovu armádu rozdrtila. Válka přiměla Francouze poprvé expandovat na sever od řeky Senegal, což předznamenalo jejich přímé zapojení do vnitrozemí Západní Afriky. Afrika pokračovala ve velkém exportu akáciové gumy – z oblastí Sahelu ve Francouzské západní Africe (dnešní Senegal, Mauritánie, Mali, Burkina Faso a Niger) a Francouzské rovníkové Afriky (dnešní Čad) i z Británií spravovaného Súdánu – až do získání nezávislosti těchto zemí v letech 1959–1961.

### Súdán
Od 50. let 20. století dominuje globální nabídce akáciové gumy Súdán. Na začátku 20. let 21. století pocházelo asi 70 % světové produkce ze Súdánu, přičemž přibližně 5 milionů Súdánců (více než 10 % populace) bylo přímo nebo nepřímo závislých na obchodu s touto surovinou. Po tržních reformách v roce 2019 vykazovaly oficiální údaje, že Súdán exportoval přibližně 60 000 tun akáciové gumy v roce 2022. Přesné údaje jsou však obtížně dostupné, protože část produkce pochází z těžko přístupných oblastí.Před reformami byl obchod s akáciovou gumou silně kontrolován súdánskou vládou a v některých obdobích byla jeho důležitost na globálním trhu používána jako páka proti ostatním zemím. Od konfliktu v Súdánu v roce 2023 byl export akáciové gumy přerušen, což způsobilo pokles její ceny v Súdánu kvůli omezené schopnosti produkt vyvážet. Mezinárodní společnosti, které na ní závisejí, se nyní snaží diverzifikovat dodavatelský řetězec a najít alternativní ingredience.

## Symbolický význam
V dílech anglického dramatika Williama Shakespeara, nizozemského básníka Jacoba Catse a dalších evropských básníků 13. až 17. století představovala arabská guma „ušlechtilý Orient“. V oblasti Sahelu je symbolem čistoty mládí.